# Зелене (Криворізький район)
Зеле́не — село в Україні, у Софіївській селищній громаді Криворізького району Дніпропетровської області.
Населення — 10 мешканців.

## Географія
Село Зелене знаходиться за 2 км від лівого берега річки Базавлук, на відстані 1,5 км від села Катерино-Наталівка. По селу протікає пересихаючий струмок. Поруч проходить залізниця, зупинний пункт 303 км за 1,5 км.

## Населення

### Мова
Розподіл населення за рідною мовою за даними перепису 2001 року:
| Мова       | Відсоток |
| ---------- | -------- |
| українська | 100 %    |

## Інтернет-посилання
- Погода в селі Зелене [Архівовано 21 грудня 2011 у Wayback Machine.]

1. ↑  Рідні мови в об'єднаних територіальних громадах України — Український центр суспільних даних